# جون باكلي
جون باكلي (بالإنجليزية: John Buckley)‏ هو نحات بريطاني، ولد في 1945 في ليدز في المملكة المتحدة.